# Mali i Gjerë
Mali i Gjerë è un gruppo montuoso nel sud dell'Albania.

## Caratteristiche
La dorsale montuosa ha un orientamento da nord-ovest a sud-est e sorge tra la valle del Drino a est e la piana di Vurgu, formata dai fiumi Bistriza e Kalasa, a ovest. Le cime più alte sono, da nord a sud: Mali i Pusit (1.564 m), Mali i Frashërit (1.800 m) e Mali i Nikollaqit (1.598 m).
Sul versante orientale dei monti si trova la città di Argirocastro, dall'altro lato, alle pendici sud-ovest, sorge Delvina. A quota 572 metri, il Passo Muzina (albanese "Qafë e Mucinës") mette in collegamento la valle dove si trova il villaggio di Finiq e, sulla costa, Saranda con la valle del Drino. Dal Mali i Gjerë ha origine il fiume Bistriza, un corso d'acqua non molto lungo ma con una grande portata. Questo è alimentato da una grande sorgente carsica il Syri i Kalter o Blue Eye, inserita in un suggestivo contesto ambientale che lo ha reso una popolare meta turistica della regione.